# Ignazio Gabriele I Tappouni
Ignazio Gabriele I, nato Abdul-Ahad Dawood Tappouni (in arabo إغناطيوس جبرائيل الاول تبوني) (Mosul, 3 novembre 1879 – Beirut, 29 gennaio 1968), è stato un cardinale e patriarca cattolico iracheno, con passaporto libanese. Patriarca di Antiochia dei Siri, fu creato cardinale da papa Pio XI.

## Biografia
Nacque a Mosul il 3 novembre 1879 e fu ordinato sacerdote il 3 novembre 1902.
Consacrato vicario apostolico di Mardin per i Caldei nel 1912, e arcieparca di Aleppo dei Siri nel 1921. Patriarca di Antiochia dei Siri dal 1929.
Papa Pio XI lo elevò al rango di cardinale nel concistoro del 16 dicembre 1935 e gli conferì il titolo dei Santi XII Apostoli. L'11 febbraio 1965, a seguito del motu proprio di Paolo VI Ad purpuratorum Patrum Collegium, entrò nell'ordine dei cardinali vescovi, rinunciando al titolo.
Morì a Beirut il 29 gennaio 1968 all'età di 88 anni.

## Genealogia episcopale e successione apostolica
La genealogia episcopale è:
- Patriarca Ignazio Matteo Benham
- Patriarca Ignazio Giorgio V Sayar
- Patriarca Ignazio Antonio I Samheri
- Patriarca Ignazio Giorgio V Chelhot
- Patriarca Ignazio Efrem II Rahmani
- Cardinale Ignazio Gabriele I Tappouni

La successione apostolica è:
- Arcivescovo Denys Habib Naassani (1932)
- Vescovo Hanna Hebbé (1933)
- Arcivescovo Iwannis Georges Stété (1933)
- Vescovo Basile Ephrem Hikary (1936)
- Arcivescovo Raboula Youssef Bakhache (1944)
- Arcivescovo Grégoire Ephrem Jarjour (1949)
- Arcivescovo Denys Pierre Hindié (1949)
- Arcivescovo Athanase Paul Hindo (1949)
- Arcivescovo Jules Georges Kandela (1951)
- Arcivescovo Athanase Jean Daniel Bakose (1954)
- Arcivescovo Jean Karroum (1959)
- Patriarca Ignazio Antonio II Hayek (1959)
- Arcivescovo Cyrille Emmanuel Benni (1959)
- Vescovo Basile Pierre Charles Habra (1963)
- Arcivescovo Clément Ignace Mansourati (1963)
- Arcivescovo Flavien Zacharie Melki (1963)
- Arcivescovo Jacques Michel Djarwé (1967)